# Wolf Schulz (Politiker)
Wolf Schulz (* 1. Mai 1942 in Pastow, Landkreis Rostock) ist ein deutscher Politiker (SPD).
Wolf Schulz machte 1962 das Abitur und schloss im folgenden Jahr auch die Lehre als Schlosser ab. Er studierte an der Universität Rostock und anschließend an der Technischen Universität Dresden, wo er 1986 auch die Promotion im Bereich Informationstechnik abschloss. Er arbeitete als Systemanalytiker. Bis 1989 war er Mitglied der Kammer der Technik.
Im Zuge der Wende in der DDR trat Schulz 1989 der Sozialdemokratischen Partei (SDP) bei. Bei der ersten freien Ost-Berliner Wahl im Mai 1990 wurde er in die Berliner Stadtverordnetenversammlung gewählt. Auch bei der nun gemeinsamen Wahl im Dezember 1990 konnte er das Direktmandat im Wahlkreis 1 im Bezirk Köpenick gewinnen. 1995 schied Schulz aus dem Parlament aus.